# Чемерлієве
Чемерлієве — селище в Україні, в Нечаянській сільській громаді Миколаївського району Миколаївської області. Населення становить 232 осіб.

## Географія
Селом тече Балка Турчанівсько-Березанська.